# Racó dels Bucs

El Racó dels Bucs, respecte del terme de Castellcir

El Racó dels Bucs és un sot del terme municipal de l'Estany, a la comarca del Moianès.
És a la zona meridional del terme, en el vessant nord-est del cim de la Barra, a llevant del Coll Sobirà. És a l'esquerra de la Riera de Postius, a ponent del Bosc Gran de Postius i al nord-oest de l'Estalviada i de la Font d'Auró.